# 俏郎君
《俏郎君》（英語：The Way We Were），是一套1973年的美國浪漫劇情片，由薛尼·波勒執導，芭芭拉·史翠珊與羅拔·烈福主演，並由芭芭拉·史翠珊演唱同名主題曲。故事其實是改編自編劇亞瑟·勞倫斯當年在康奈爾大學的經歷，而芭芭拉·史翠珊的角色有不少方面其實就是勞倫斯自己。
随着票房成功大卖，这部电影被多个奖项提名并且其主题曲获得奥斯卡最佳原创音乐奖。歌曲"The Way We Were"在美国电影协会百年最佳百首爱情电影歌曲之中排行第六。而这部电影"The Way We Were"则是被认为是最浪漫的电影之一。
电影原声是金唱片，登上了Billboard 200 的前20，而其单曲变成了百万销量级的金曲，在Billboard 最佳100首荣获冠军，而这部唱片销量也是2百万以上。于1974年，Billboard将"The Way We Were"作为1974年年度流行英语冠军。在1998年，这首曲被格兰美名人堂收录，而在2004年，美国电影协会百年百首美国电影最佳曲调中排行第八。它也被美国唱片业协会以及美国艺术颁奖协会(National Endowment for the Arts)收录在世纪之曲里面。

## 电影情节
电影以倒叙的方式，讲述了女主凯蒂 莫洛斯基(芭芭拉·史翠珊饰演)与男主胡贝 戈丁尼(羅拔·烈福饰演)的故事。他们之间的分歧很大，女主是強烈支持马克思主义以及强烈反战的犹太人，男主则是一个慵懒的没有任何政治倾向的新教徒。在同个大学期间，她被他美男子般的面孔以及娴熟的写作技巧所吸引，尽管他并不是在写作上面很用功。他喜欢她说服别人参与社会活动的信念与决心。他们之间的喜欢就差一层纸了，然而他们谁都没有表白，于是在毕业后，他们也就失去了联系。
他们之间的重逢是在第二次世界大战结束，那时凯蒂在一间电台工作，而胡贝则是美国太平洋战区的海军长官，正尝试回归到正常人的生活。他们无可救药的爱上了彼此，不管他们之间的背景他们各自的脾性。不久，凯蒂就被胡贝的朋友对已故总统罗斯福的讥讽感兴趣，并不能理解胡贝没有一点感性细胞以及对政治的不关心。与此同时，他内心的平静也被打破了，由于她不对社会抱有感恩以及她的不可理喻的姿态。他首先向她提起这件事，不过他们也同意一起解决这个分歧，至少在一段时间内。
当胡贝找到一份好莱坞银幕作家的工作的时候，凯蒂认为他是在浪费才华，认为他应该在更严肃的领域上写作。不顾她日益高涨的不满，他们搬到了加州。在那，他毫不费劲的成为了成功的银幕作家，他们这一对也享受着富庶的生活。而凯蒂政治化的行为却在一步步危害着胡贝的声望以及地位。
中了凯蒂的主席的诡计，胡贝跟卡洛儿 安娜好上了，他的大学女朋友，他最好的朋友J.J.的前妻，就算此时的凯蒂已经怀着孩子了。在孩子出生后，他们决定要离婚。凯蒂觉得他已经不是之前他所爱上的那个男人，他总是想走捷径逃脱，不管是在婚姻上的出轨还是在情景喜剧中的写作。而胡贝，也累了，不想活在凯蒂所设置在他身上的形象以及不想再看到凯蒂对他在政治上的妥协的失望的脸庞。
几年之后，他们在纽约的Plaza酒店再度重逢。胡贝，依然容光焕发，现在像其他的一票无名作家一样，为情景喜剧写作。而凯蒂已经再婚，此時邀请他和他的女友一块去她家做客。但是他坦白他不能，他也询问了他们的女儿Rachel的近况，并没有想见女儿的意思，只是想确认以下她的新老公是不是一个合格的父亲。
凯蒂还是一如既往，跟踪最新政治动态。过去的已经过去，而现在二者共同拥有的（除了他们的女儿外），是令人怀念的感情以及他们之间相处的回忆。

## 外部連結
- 互联网电影数据库（IMDb）上《俏郎君》的资料（英文）
- TCM电影资料库上《俏郎君》的资料（英文）
- AllMovie上《俏郎君》的资料（英文）
- 爛番茄上《俏郎君》的資料（英文）
- Box Office Mojo上《俏郎君》的資料（英文）
- 麥卡錫主義與電影（页面存档备份，存于）
- Barbra Archives: The Way We Were cut scenes and song demos（页面存档备份，存于）